# Philépitte veloutée
Philepitta castanea
Espèce
Statut de conservation UICN

 LC  : Préoccupation mineure
La Philépitte veloutée (Philepitta castanea) est une espèce de passereau appartenant à la famille des Philepittidae, endémique de l'est de Madagascar.

## Liens externes

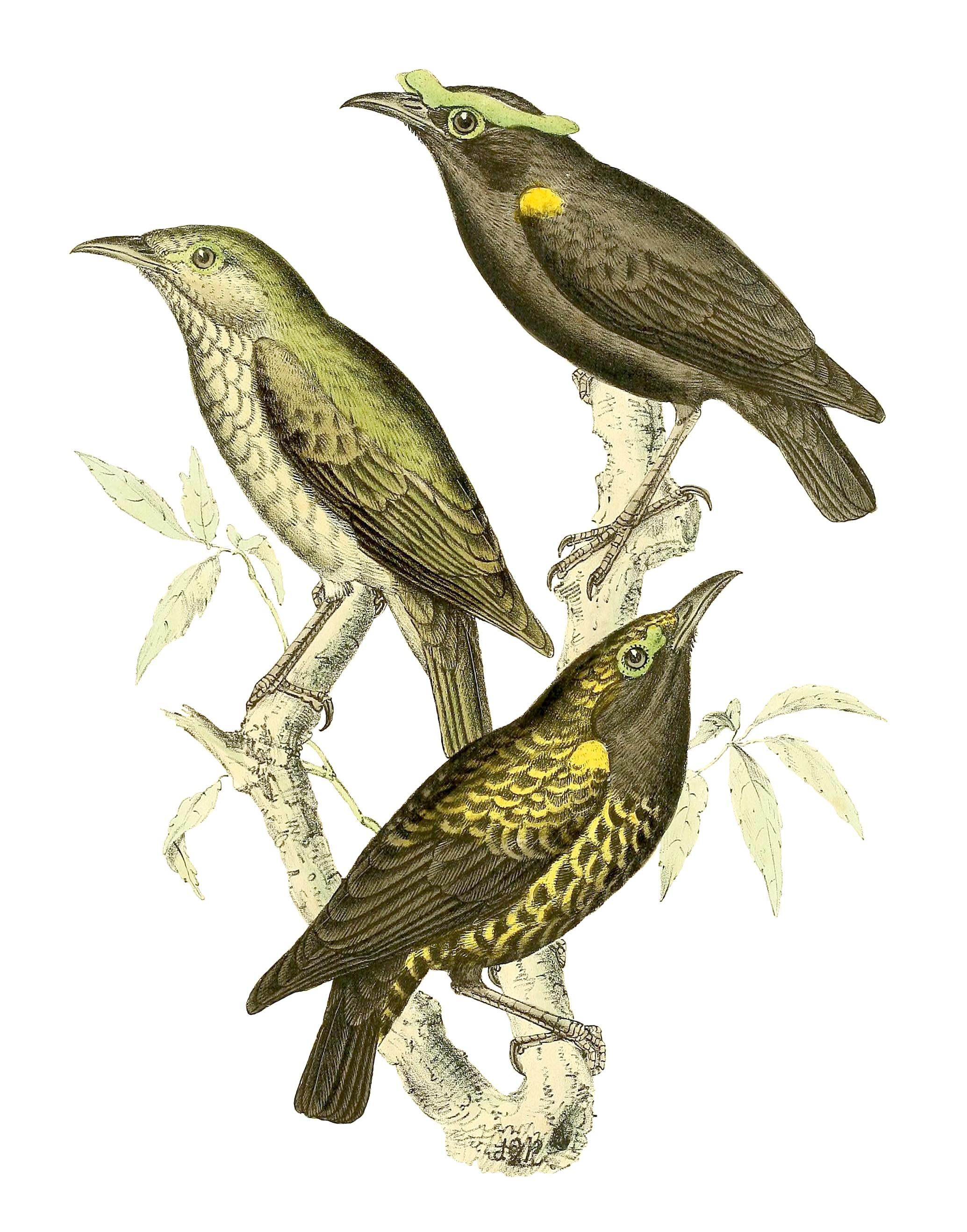